# Saucinhac
Saucinhac (en francès Saussignac) és un municipi francès situat al departament de la Dordonya i a la regió de la Nova Aquitània.

## Demografia
| 1962                                       | 1968 | 1975 | 1982 | 1990 | 1999 | 2007 |
| ------------------------------------------ | ---- | ---- | ---- | ---- | ---- | ---- |
| 451                                        | 476  | 432  | 399  | 378  | 411  | 409  |
| Des de 1962: població sense dobles comptes |      |      |      |      |      |      |

## Administració
| Període   | Identitat    | Partit        |
| --------- | ------------ | ------------- |
| 1995-2008 | Serge Mornac |               |
| 2008-     | Daniel Rabat | Divers gauche |

## Agermanaments
- Ottrott